# باتوليه
باتوليه هي إحدى القرى اللبنانية من قرى قضاء صور في محافظة الجنوب.